# Kaigenrei
Kaigenrei é um filme de drama japonês de 1973 dirigido e escrito por Yoshishige Yoshida e Minoru Betsuyaku. Foi selecionado como representante do Japão à edição do Oscar 1974, organizada pela Academia de Artes e Ciências Cinematográficas.

## Elenco
- Rentarō Mikuni - Kazuki Kitamura / Ikki Kita
- Yasuyo Matsumura - Suzu
- Yasuo Miyake - soldado
- Akiko Kurano - esposa do soldado
- Tadahiko Sugano - Nishida
- Taketoshi Naitō - oficial
- Kei Iinuma - Iwasa
- Kazunaga Tsuji - Heigo Asahi
- Masako Yagi - irmã de Heigo